# Синани, Борис Наумович
Бори́с Нау́мович Сина́ни (1851, Армянский Базар, Таврическая губерния — октябрь 1920, Симферополь) — русский врач-психиатр, участник русско-турецкой войны 1877—1878 годов. Личный врач и душеприказчик Г. И. Успенского.

## Биография
Родился в 1851 году в Армянском Базаре Таврической губернии в патриархальной караимской семье. Учился в Одесской гимназии, но курса за неимением средств не окончил. Отец Синани хотел, чтобы его сын стал продавцом в принадлежавшей ему лавке, но стремившийся к знаниям Борис не подчинился воле отца и уехал в Санкт-Петербург. Там он сдал экзамены на аттестат зрелости и поступил в Императорскую медико-хирургическую академию, которую окончил в 1877 году. Принадлежал к первой русской школе психиатров под руководством профессора И. М. Балинского. Проходил усовершенствование в психиатрии при частной Петербургской психиатрической лечебнице доктора А. Я. Фрея.

В годы учёбы подвергался обыскам и аресту за хранение запрещённых книг и причастность к делу о пропаганде среди рабочих и солдат Московского полка. С началом русско-турецкой войны отправился в действующую армию. Служил врачом 1-й горной батареи. Своё участие в войне объяснял так: 
Я, как и многие народовольцы, хотел освободить русский народ, но ничего у нас не вышло в то время. Вот и поехали мы освобождать болгар от турецкого ига.
28 сентября 1877 года награждён орденом Св. Станислава 3-й степени с мечами. Выйдя в отставку в 1880 году, поступил на службу земским врачом в Корочанский уезд Курской губернии, откуда был уволен из-за «политической неблагонадёжности». Затем занимал должность врача в с. Ям-Тёсово Новгородского уезда Новгородской губернии. В 1884 году назначен старшим врачом Колмовской земской больницы для душевнобольных в Новгородской губернии, а затем и её заведующим. В Колмове Синани удалось осуществить план реконструкции больницы, построить новое каменное здание для женского отделения, а для работающих больных — деревянный дом. Также им была введена порционная система питания пациентов. В 1889 году издал отдельной брошюрой подробное описание Колмовской больницы для душевнобольных. В 1892 году стал личным врачом и душеприказчиком больного Г. И. Успенского, поселив его вначале в своей семье, а затем при «слабом» отделении лечебницы (преимущественно для выздоравливающих). На протяжении всего периода лечения Синани вёл дневник, где отобразил все особенности болезни писателя. В 1895—1896 годах помощником Синани был врач-ординатор О. В. Аптекман. 1 июля 1899 года Б. Н. Синани по собственному желанию оставил службу в Колмове в чине надворного советника и уехал в Крым. За время управления больницей доктором Синани она стала первой в России по систематическому проведению земледельческого труда.
Не позднее 1899 года вместе с семьёй переехал в Санкт-Петербург, где занялся частной практикой. Среди пациентов — писатели, учёные, артисты, художники. Б. Н. Синани был знаком с членами ЦК эсеровской партии и сам разделял их взгляды. В круг общения семьи Синани входили Николай Константинович Михайловский, Семён Акимович Ан-ский, Глеб Иванович Успенский, Герман Александрович Лопатин, Сергей Николаевич Кривенко, Самуил Соломонович Бабаджан, Осип Эмильевич Мандельштам.
Из-за обострившейся около 1917 года язвы желудка переехал в Симферополь. Вёл медицинские дневники, где записывал сводку своих медицинских опытов и наблюдений. Умер и похоронен в октябре 1920 года в Симферополе. Некролог за авторством А. Дермана был помещён в симферопольской газете «Южные ведомости» 29 октября (11 ноября) 1920 года.

## Научный вклад
Разработал систему мотивированных внушений, тесно связанных с доверием и положительным эмоциональным отношением больного к врачу. Занимался всесторонней разработкой психотерапии алкоголизма. В 1889 году провёл первые в России опыты лечения алкоголизма внушением без применения гипнотического сна, который по его мнению никакого терапевтического значения не имеет. Считая излишними какие-либо вспомогательные средства, как фармацевтические, так и физические, Синани вместе с тем укреплял веру больного в психотерапию, что являлось дополнительным внушением. Свою теорию он описал в книге «О лечении внушением», вышедшей в Новгороде в 1899 году:
Чем больше я пользуюсь внушением с лечебной целью, тем больше я убеждаюсь в том, какое оно представляет могущественное орудие для исцеления людей от многоразличных страданий, для исправления от многоразличных болезненных наклонностей и дурных привычек, как обширно то поле, на котором суждено внушению играть роль с лечебной и воспитательной целью. Рядом с таким убеждением растёт у меня чувство сожаления по поводу того, что пока ещё даже среди людей науки мало распространены знание и понимание значения в нашей жизни внушения и самовнушения и ещё меньше — умение пользоваться этими особенностями человеческой натуры на благо людей.
Аналогичные исследования внушения в то время проводили за рубежом Огюст Вуазен, Ипполит Бернхейм, Отто Веттерстранд и Борис Сайдис.
Доктор Г. И. Дембо в своей книге «Алкоголизм и борьба с ним» так описал метод Синани: 

Особенность метода д-ра Синани заключается в том, что он производит внушение и в бодрственном состоянии, вовсе не стремясь привести больного предварительно в состояние полного гипнотического сна. Различая внушение от собственно гипнотического сна, д-р Синани считает, что успех лечения возможен только тогда, когда у больного есть полное желание отрешиться от спиртных напитков и вера в своего врача.
В 1939 году в 4-й книге «Летописей государственного литературного музея», посвящённой Г. И. Успенскому, был опубликован дневник наблюдения Б. Н. Синани за протеканием заболевания писателя, которому был поставлен неверный диагноз паранойя, хотя доктор и колебался, замечая у больного клинические проявления паралича. Как отмечает Т. В. Дячук, «„Дневник“ Синани — это не только история врачебной ошибки, но и личный документ, изображающий сложную гамму чувств, испытываемых врачом по отношению к пациенту». «Дневник» был снабжён аналитической статьёй профессора П. М. Зиновьева, комментариями врача-психиатра В. А. Громбаха и небольшой статьёй А. Б. Дермана о самом докторе Синани.
По словам В. А. Громбаха, «Б. Н. Синани вошёл в историю русской психиатрии, как один из членов славной плеяды земских психиатров 80-х и 90-х годов прошлого столетия, которые создали у нас общественную психиатрию, не превзойдённую нигде (кроме, может быть, Англии), и построили ряд прекрасных психиатрических больниц».

### Критика метода
В. М. Бехтерев считал, что внушение в бодрственном состоянии вряд ли может иметь такое влияние, как в гипнотическом сне, во время которого подавлена личность и, вместе с тем, критическое отношение данной личности к гипнотизёру.
Доктор медицины А. А. Певницкий лишь отчасти соглашался с мнением Синани, по которому добиваться гипнотического сна не следует: «практически же от него [мнения] приходится отступать, потому, что есть целый ряд больных, которые могут вполне усвоить внушение лишь тогда, когда они приведены в состояние более или менее глубокого сна».

## Общественная деятельность
- Член правления Общества взаимного вспомоществования учащим и учившим в начальных народных училищах Новгородской губернии
- Товарищ председателя и почётный член Общества врачей Новгородской губернии
- Казначей Новгородского отделения С.-Петербургского врачебного общества взаимной помощи[33]
- Действительный член Русского общества охранения народного здравия[34]

## Семья
Отец — торговец скобяным товаром, перекопский 2-й гильдии купец Бабакай (Наум) Берахович Синани, прозванный за свой суровый нрав «зерзеле́» (с караимск. землетрясение). Мать — Эсфирь Юфудовна Синани (урожд. Мичри). Помимо Бориса в семье было ещё семь детей.
Жена — Варвара Лукинична Попадичева (? — 1901, Санкт-Петербург), русская дворянка, дочь надворного советника. Окончила Московскую консерваторию по классу фортепиано (1877), училась в Бернском университете. Умерла от туберкулёза. Родила трёх дочерей и одного сына (незаконнорождённых, т. к. Синани, будучи убеждённым атеистом, не стал принимать православие для официального вступления в брак):
- Борис Борисович Синани (27 декабря 1889 — 20 мая 1911), ближайший школьный друг О. Э. Мандельштама. Крещён в Новгородской градской Флоровской церкви. С 1899 года учился в Тенишевском училище, затем на юридическом факультете Санкт-Петербургского университета. Анархист-коммунист, писал стихи. Был женат на Александре Эдуардовне Монвиж-Монтвид (1892—?), от которой в 1910 году родился сын Игорь. Умер от скоротечной чахотки в Мариинской больнице. Похоронен на Волковом кладбище[5][16][11][39].
- Елена Борисовна Синани, умерла в начале 1890-х годов.
- Евгения Борисовна Синани (1886—1941), партийная эсеровская пропагандистка, училась на Высших женских (Бестужевских) курсах, была фактической женой политэмигранта, эсера Алексея Павловича Кудрявцева (1881—1931), с которым познакомилась в Париже и родила от него детей Галину и Вадима. В 1915 году вышла замуж за экономиста и статистика Виктора Эдуардовича Монвиж-Монтвида (1887 — ок. 1946), от которого имела дочь Маину (1927—2014)[40][19].
- Елена Борисовна Синани (1893—1964), названная так в честь умершей дочери. Окончила гимназию Стоюниной[5]. Вместе с отцом примерно в 1917 году переехала в Симферополь[19], после его смерти вернулась в Петроград, а затем уехала в Новосибирск[18]. Умерла в Оренбурге. Была замужем за Лебедевым Борисом Аполосовичем. Их сын Лебедев Андрей Борисович (1927—2004).

## Адреса в Санкт-Петербурге
- ул. Пушкинская, 4 — первый адрес после переезда из Колмова[19]
- с 1906[41] — ул. Пушкинская, 17 (напротив гостиницы «Пале-Рояль»)[18]
- с 1912 — ул. Лиговская, 47[42]
- с 1914 — ул. Тверская, 29[43]

## Факты
- Доктор Б. Н. Синани является персонажем документальной повести Ю. Давыдова о Глебе Успенском «Вечера в Колмове»[44].
- Семье Синани посвящён очерк О. Мандельштама в его сборнике «Шум времени»[17].

## Труды
- Обзор деятельности Новгородского губернского земства по призрению душевнобольных. — Новгород : Тип. Н. И. Богдановского, 1889. — 76 с.
- Описание Колмовской больницы душевно-больных. — Новгород, 1889.
- Современные взгляды психиатров на систему „семейного призрения“. — Саратов, 1891.
- О лечении внушением : (Извлеч. из сообщ. в О-ве новгород. врачей). — [Санкт-Петербург] : тип. Я. Трей, ценз. 1898. — 10 с.
- О лечении внушением. — Новгород : Губ. тип., 1899. — 50 с.
- О роли внушения в борьбе с пьянством : Докл. в Мед. подкомис. для принятия мер в борьбе с алкоголизмом 13 апр. 1899 г. Б. Н. Синани. — [Санкт-Петербург] : тип. М. Акинфиева и И. Леонтьева, ценз. 1899. — 30 с.
- Дневник доктора Б. Н. Синани. [Публ. и предисл. В. Д. Бонч-Бруевича. Вступит. статья П. М. Зиновьева. Коммент. В. А. Громбаха]. — В кн.: Глеб Успенский. М., 1939. С. 479—607.